# کریگ برت
کرِیگ بَرِت (انگلیسی: Craig Barrett؛ زادهٔ ۲۹ اوت ۱۹۳۹) مدیر اجرایی کسب‌وکار اهل ایالات متحده آمریکا است که تا ماه مه سال ۲۰۰۹ رئیس هیئت مدیره شرکت اینتل بود.